# Roepkiella subfuscus
Roepkiella subfuscus is een vlinder uit de familie van de Houtboorders (Cossidae). De wetenschappelijke naam van de soort is voor het eerst gepubliceerd in 1895 door Pieter Snellen.
De soort komt voor in Vietnam en Indonesië (Sumatra en Java).